# 雅德尔
雅德尔（法語：Jardres，法語發音：[ʒaʁdʁ]）是法国新阿基坦大区维埃纳省的一个市镇，位于该省中部，属于普瓦捷区和大普瓦捷城市公共社区。

## 地理
雅德尔（46°34'8"N, 0°33'54"E）面积20.74 平方千米，位于法国新阿基坦大区维埃纳省，该省份为法国中西部省份，北起曼恩-卢瓦尔省和安德尔-卢瓦尔省，西接德塞夫勒省，南至夏朗德省，东南接上维埃纳省，东临安德尔省。
与雅德尔接壤的市镇（或旧市镇、城区）包括：博讷、绍维尼、拉武、普耶、圣瑞利安拉尔。
雅德尔的时区为UTC+01:00、UTC+02:00（夏令时）。

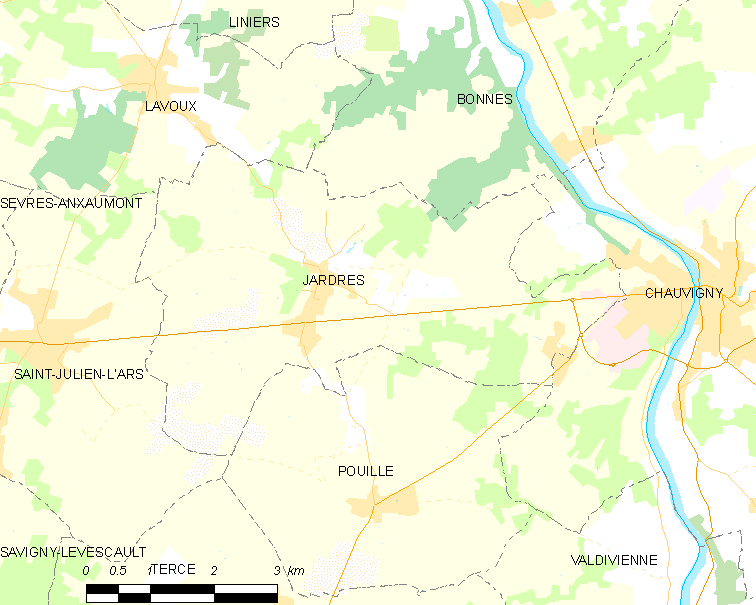
雅德尔的OSM定位图

## 行政
雅德尔的邮政编码为86800，INSEE市镇编码为86114。

## 政治
雅德尔所属的省级选区为普瓦图地区沙斯讷伊县。

## 交通
维埃纳省省道D951线（普瓦捷－沙托鲁干线公路）横贯境内，另有省道D20线和D153线在境内交汇。
连接普瓦捷和绍维尼的校车线路会停靠雅德尔。雅德尔火车站已于1940年停止使用。

## 人口

1962-2008年间雅德尔人口变化图示

雅德尔于2022年1月1日时的人口数量为1250人。